# Bistum Naval
Das Bistum Naval (lat.: Dioecesis Navaliensis) ist eine auf der Insel Biliran auf den Philippinen gelegene römisch-katholische Diözese mit Sitz in Naval. Es umfasst die Provinz Biliran und den nordwestlichen Zipfel der Insel Leyte.

## Geschichte
Papst Johannes Paul II. gründete es mit der Apostolischen Konstitution Singulari Qui Dei am 29. November 1988 aus Gebietsabtretungen des Erzbistums Palo, dem es auch als Suffragandiözese unterstellt wurde. Erster Diözesanbischof war bis Oktober 2017 Filomeno Gonzales Bactol. Sein Nachfolger ist Rex Ramirez.